# Éric Benoit (football)
Pour les articles homonymes, voir Éric Benoit et Benoit.
Eric Benoit né le 15 septembre 1956 à Montbéliard est un footballeur français devenu entraîneur. Formé au FC Sochaux, il évolue au poste de milieu de terrain du milieu des années 1970 à la fin des années 1980. Il évolue ensuite à l'AS Monaco et à l'Olympique de Marseille avant de finir sa carrière professionnelle au Stade rennais.
Devenu entraîneur, il dirige de nombreuses équipes amateurs de la région savoyarde notamment le SO Chambéry Foot.

## Biographie
Éric Benoit commence le football en 1967 au sein du FC Sochaux dont son père est le secrétaire général dans les années 1970. Il intègre ensuite le centre de formation du club et dispute sa première rencontre avec l'équipe première lors de la saison 1974-1975. La même saison, il atteint avec les juniors du club, notamment Bernard Genghini, la finale de la coupe Gambardella. Les jeunes sochaliens s'inclinent aux tirs au but, face au FC Nantes, après un match nul un partout dans le temps réglementaire. Milieu de terrain défensif, Éric Benoit signe son premier contrat professionnel en 1976, saison où il intègre réellement l'équipe première disputant dix-huit rencontres du championnat. Bon récupérateur et relanceur, il réalise en 1980 une saison pleine inscrivant onze buts en trente-huit matchs. Le club sochalien termine vice-champion de France à trois points du FC Nantes avec la meilleure attaque. La saison suivante, il participe à la campagne européenne du FC Sochaux en coupe UEFA qui s'arrête en demi-finale, une défaite quatre à trois sur les deux matchs, face à l'AZ Alkmaar. Souvent blessé lors de cette saison et celle suivante, il retrouve une place de titulaire en 1982-1983.
Demandé par de nombreux clubs, Éric Benoit s'engage finalement avec l'AS Monaco en 1983. Il remporte en début de saison avec ses coéquipiers la Coupe des Alpes. Les Monégasques s'imposent en finale sur l'AJ Auxerre deux buts à un. En championnat, les joueurs de la principauté terminent vice-champion de France derrière les Girondins de Bordeaux avec le même nombre de points mais un goal-average défavorable. En coupe de France, il est victime de la concurrence au milieu de terrain et ne dispute pas la finale perdue face au FC Metz. La saison suivante ressemble à la précédente, Éric Benoit remporte de nouveau la coupe des Alpes avec une équipe monégasque composée principalement de réservistes. L'ASM s'impose deux à zéro sur le Grasshopper Club Zurich. Il atteint ensuite en octobre la finale de la Coupe de la Ligue où les monégasques sont battus, trois à un, par le Stade lavallois. En championnat, le club termine troisième et en coupe de France, il atteint la finale où il s'impose un à zéro sur le Paris Saint-Germain mais Éric Benoit ne dispute pas la rencontre.
Après deux saisons sous le maillot monégasque, Éric Benoit s'engage avec l'Olympique de Marseille. Il ne parvient pas à s'imposer en équipe première et la saison suivante, qui voit l'OM terminer vice-champion de France derrière les Girondins de Bordeaux, il ne dispute que deux rencontres. Il rejoint alors le Stade rennais en division 2. Il dispute les huit premières rencontres de l'équipe mais sort ensuite de l'effectif professionnel et met en fin de saison un terme à sa carrière professionnelle.
Éric Benoit rejoint alors le FC Dole comme entraîneur-joueur. Le club qui évolue en division d'honneur de Franche-Comté termine troisième en fin de saison. Il quitte alors le club pour rejoindre l'US Oyonnax, en division d'honneur Rhône-Alpes, toujours comme entraîneur-joueur. Enfin de saison, le club descend en division d'honneur régionale à la suite d'une onzième place. Vainqueur du groupe B de division d'honneur régionale en 1991, l'US Oyonnax termine deuxième de DH en 1992 à un point du Vaulx-en-Velin FC. En fin de saison 1994, Éric Benoit quitte les terrains pour n'occuper que la fonction d'entraîneur. Le club est de nouveau relégué en DH régionale en 1995 et en 1996, il quitte le club. Après trois saisons sabbatiques, il revient en 1999 au club, devenu depuis l'Oyonnax Plastic Vallée football club, comme responsable technique des équipes de jeunes. Il exerce cette fonction pendant deux ans avant de nouveau s'arrêter pendant un an.
En 2002, Eric Benoit est engagé comme entraîneur du SO Chambéry Foot. Le club remporte sous ses ordres le groupe C de la division d'honneur régionale Rhône-Alpes en 2003 puis termine sixième de division d'honneur l’année suivante. Il prend alors de nouveau une saison sabbatique avant d'être engagé comme entraîneur de l'équipe B du Football Croix-de-Savoie 74 en 2005. Cette expérience ne dure qu'une saison et il rejoint l'année suivante l'US La Ravoire qui évolue en division d'honneur excellence. Onzième en fin de saison, le club descend en promotion d'honneur. Il quitte alors le club et retourne au SO Chambéry où il s'occupe de l’équipe réserve. Il remporte avec cette équipe la promotion d'honneur régionale en 2009. Après trois ans au club, il rejoint en 2010 l'UO Albertville comme entraîneur mais ne reste qu'une saison en fonction.

## Statistiques
Le tableau ci-dessous résume les statistiques en match officiel d'Éric Benoit durant sa carrière de joueur professionnel.
| Saison                | Club                   | Championnat           | Championnat | Championnat | Coupe(s) nationale(s) | Coupe(s) nationale(s) | Compétition(s) continentale(s) | Compétition(s) continentale(s) | Compétition(s) continentale(s) | Total | Total |
| Saison                | Club                   | Division              | M.          | B.          | M.                    | B.                    | Comp.                          | M.                             | B.                             | M.    | B.    |
| 1974-1975             | FC Sochaux             | Division 1            | 1           | 0           | -                     | -                     | -                              | -                              | -                              | 1     | 0     |
| 1975-1976             | FC Sochaux             | Division 1            | 1           | 0           | 1                     | 0                     | -                              | -                              | -                              | 2     | 0     |
| 1976-1977             | FC Sochaux             | Division 1            | 18          | 1           | 6                     | 1                     | C3                             | 1                              | 0                              | 25    | 2     |
| 1977-1978             | FC Sochaux             | Division 1            | 24          | 1           | 6                     | 0                     | -                              | -                              | -                              | 30    | 1     |
| 1978-1979             | FC Sochaux             | Division 1            | 29          | 7           | 1                     | 0                     | -                              | -                              | -                              | 30    | 7     |
| 1979-1980             | FC Sochaux             | Division 1            | 37          | 11          | 6                     | 0                     | -                              | -                              | -                              | 43    | 11    |
| 1980-1981             | FC Sochaux             | Division 1            | 13          | 2           | -                     | -                     | C3                             | 5                              | 0                              | 18    | 2     |
| 1981-1982             | FC Sochaux             | Division 1            | 15          | 2           | -                     | -                     | -                              | -                              | -                              | 15    | 2     |
| 1982-1983             | FC Sochaux             | Division 1            | 30          | 0           | 1                     | 0                     | C3                             | 1                              | 0                              | 32    | 0     |
| Sous-total            | Sous-total             | Sous-total            | 168         | 24          | 21                    | 1                     | -                              | 7                              | 0                              | 196   | 25    |
| 1983-1984             | AS Monaco              | Division 1            | 26          | 1           | 3                     | 0                     | -                              | -                              | -                              | 29    | 1     |
| 1984-1985             | AS Monaco              | Division 1            | 25          | 1           | 6                     | 0                     | C3                             | 2                              | 0                              | 33    | 1     |
| Sous-total            | Sous-total             | Sous-total            | 51          | 2           | 9                     | 0                     | -                              | 2                              | 0                              | 62    | 2     |
| 1985-1986             | Olympique de Marseille | Division 1            | 21          | 2           | 1                     | 0                     | -                              | -                              | -                              | 22    | 2     |
| 1986-1987             | Olympique de Marseille | Division 1            | 2           | 0           | 3                     | 1                     | -                              | -                              | -                              | 5     | 1     |
| Sous-total            | Sous-total             | Sous-total            | 23          | 2           | 4                     | 1                     | -                              | -                              | -                              | 27    | 3     |
| 1987-1988             | Stade rennais          | Division 2            | 8           | 0           | -                     | -                     | -                              | -                              | -                              | 8     | 0     |
| Sous-total            | Sous-total             | Sous-total            | 8           | 0           | -                     | -                     | -                              | -                              | -                              | 8     | 0     |
| Total sur la carrière | Total sur la carrière  | Total sur la carrière | 250         | 28          | 34                    | 2                     | -                              | 9                              | 0                              | 293   | 30    |

## Palmarès
Éric Benoit est vice-champion de France en 1980 avec le FC Sochaux-Montbéliard après avoir été finaliste de la Coupe Gambardella en 1975 avec les moins de 19 ans.
Sous les couleurs de l'AS Monaco, il est de nouveau vice-champion de France en 1984. Il remporte également la Coupe des Alpes en 1983 et 1984 et il est finaliste de la Coupe de la Ligue en 1984. Avec l'Olympique de Marseille, il est de nouveau vice-champion en 1987.